# Metaraminol
Metaraminol (Handelsnamen Aramine und Araminon) ist ein Arzneistoff aus der Gruppe der Sympathomimetika zur Behandlung von zu niedrigem Blutdruck (Hypotonie).
Metaraminol ist nicht für die Behandlung einer Dauererektion (Priapismus), zugelassen, es existieren jedoch Fallberichte von erfolgreicher Anwendung.
Der Wirkstoff wird zudem zur Provokation eines vermuteten Familiären Mittelmeerfiebers (FMF) angewendet. Dabei wird dem Patienten eine einmalige 10-mg-Dosis verabreicht; erfolgt während der nächsten 48 Stunden ein Anfall, ist dies ein Hinweis für das Vorliegen von FMF.